# Collingwood (Nowa Zelandia)
Collingwood – miasto w Nowej Zelandii, na Wyspie Południowej, w regionie Canterbury.